# Àgora Judicial
Àgora Judicial és una associació professional de jutgesses i de jutges, de caràcter progressista, creada el 2017 a Barcelona.
Està composta per diferents magistrats que exerceixen a Catalunya, i que en molts casos provenen de l'associació d'àmbit estatal Jutges per a la Democràcia, i és la cinquena associació professional de magistrats de l'estat espanyol, a més de l'esmentada Jutges per a la Democràcia, la majoritària i de caràcter conservador Associació Professional de la Magistratura, l'Associació Francisco de Vitoria i el Fòrum Judicial Independent.
És una entitat de caràcter assembleari. La gestió ordinària de l'associació correspon a la Comissió executiva, formada per cinc persones elegides per l'Assemblea general, i la durada del mandat de la Comissió executiva és de dos anys.
Ha estat molt present en els mitjans de comunicació arran del judici al procés independentista català.